# Christian Svendsen
Christian Svendsen (Svindinge, 13 de julho de 1880 — Copenhagen, 1959) foi um ginasta dinamarquesa que competiu em provas de ginástica artística pela nação.
Christian é o detentor de uma medalha olímpica, conquistada na edição de 1912, nos Jogos de Estocolmo. Na ocasião, foi o medalhista de bronze da prova coletiva ao lado de seus 19 companheiros de equipe, quando foi superado pelas seleções da Noruega e Finlândia, primeira e segunda colocadas respectivamente.